# Macalpinomyces tuberculatus
Macalpinomyces tuberculatus är en svampart som beskrevs av Vánky 2004. Macalpinomyces tuberculatus ingår i släktet Macalpinomyces och familjen Ustilaginaceae.   Inga underarter finns listade i Catalogue of Life.